# Bienville (Francia)
Bienville è un comune francese di 502 abitanti situato nel dipartimento dell'Oise della regione dell'Alta Francia.

## Società

### Evoluzione demografica
Abitanti censiti